# えふえむ花巻
えふえむ花巻株式会社（エフエムはなまき）は、岩手県花巻市と紫波郡紫波町の一部地域を放送区域として超短波放送（FM放送）を営む特定地上基幹放送事業者である。
FM One（エフエムワン）の愛称でコミュニティ放送を行っている。

## 概要
「今、あなたとつながる」をキャッチフレーズに、2010年9月1日開局。
放送はモノラル音声で送信されている。24時間放送で、自社制作番組以外はミュージックバードのサイマル放送を行っている。
ニュースソースは岩手日日、岩手日報、読売新聞の三社。

## 沿革
- 2010年（平成22年）
  - 7月29日　会社設立。
  - 9月1日　開局・本放送開始。
  - 12月24日　東和、大迫町、大沢の3中継局が開局。
- 2011年（平成23年）
  - 2月23日　田瀬、狼久保、折壁、黒森、沢崎の5中継局が開局。
  - 3月11日　臨時災害放送局「はなまきさいがいエフエム」として運用開始。
  - 4月3日　臨時災害放送局としての運用廃止。

### はなまきさいがいエフエム
2011年（平成23年）3月11日14時46分ごろに発生した東北地方太平洋沖地震に際し、花巻市が同日16時00分に臨時災害放送局「はなまきさいがいエフエム」(JOYZ2O-FM) の放送免許を2ヶ月の期限で取得した。同局は当局の機材・人員を利用し、空中線電力を矢沢送信所では20Wから100Wに、大迫町中継局も100Wに、東和中継局は20Wに増力して運用。
なお、地震発生当日に臨時災害放送局を開設したのは当局が唯一である。

## 所在地

### 演奏所
常用スタジオ、サテライトスタジオ共に所在地に同じ（常用スタジオは3階、サテライトスタジオは1階）。

### 送信所・中継局
- 送信所：花巻市矢沢第3地割160（胡四王山）
  - コールサイン：JOZZ2BA-FM
  - 周波数：78.7MHz
  - 空中線電力：20W

同期中継局
- 東和町中継局：東和町毒沢1区98-1　空中線電力20W
- 大迫町中継局：大迫町大迫第17地割52-2　同上20W
- 大沢中継局：湯口字大沢187-2　同上20W

非同期中継局
- 田瀬中継局：東和町田瀬14区137　空中線電力20W
- 狼久保中継局：大迫町内川目第11地割61-1　同上20W
- 折壁中継局：大迫町内川目第8地割5-2　同上1.0W
- 黒森中継局：大迫町内川目第27地割34-5　同上0.5W
- 沢崎中継局：大迫町内川目第15地割148　同上0.5W

## 主な自社制作番組
2024年10月 -
- ［生放送］モーニングOne（平日 7:00 - 9:00）
- ［生放送］フラワープラス（平日 11:30 - 14:00）
- ［生放送］もっす787（月曜 - 木曜 17:00 - 19:00、金曜 16:05 - 19:00）
- 宮澤勝彦のやっぱりRADIO!（月曜 10:00 - 11:00、（再放送）日曜 12:00 - 12:55）
- ナナハッチナナ（火曜 11:00 - 11:30、（再放送）木曜 20:00 - 20:30）
- BIG-RE-MAN presents 花巻太郎（第1・3火曜 19:00 - 19:30、（再放送）第1・3木曜 11:00 - 11:30）
- 牧野詩織のなないろクラシック（火曜 19:30 - 20:00）
- 気軽好奇心（水曜 11:00 - 11:30、（再放送）水曜 19:00 - 19:30）
- 若手教習センター・斉藤所長に訊け!（木曜 9:45 - 10:00）
- もりさぼラジオ（木曜 20:30 - 21:00）
- すくーるON AIR（金曜 21:00 - 21:30）
- 行政情報（花巻info）（土曜 - 日曜 8:55 - 9:00、（再放送）土曜 - 日曜 20:45 - 20:55）
- 花巻玉手箱（日曜 20:00 - 20:15）

土曜日と日曜日は自社制作番組の再放送とミュージックバードの番組が主となる。

（2022年10月以降）
生放送番組
- モーニングOne（月曜 - 金曜 7:00 - 9:00）

DJ：（月）落合昭彦/藤原詳（火）藤原正乙/栁原睦子（水）柏葉公平/伊藤昌成（木）宮澤勝彦/栁原睦子（金）堀切和重/藤原詳
- フラワープラス（月曜 - 金曜 11:30 - 14:00）

DJ：（月）伊藤昌成/栁原睦子（火）アンダーエイジ（水）山本大一/藤原詳（木）マジシャン・サム/梅村哲子（金）味園史湖/伊藤昌成
- もっす787（月曜 - 金曜 18:00 - 19:00）

DJ：（月）栁原睦子（火）山本大一/梅村哲子（水）瀬川こうこ/藤原詳（木）福々亭ナミ子/梅村哲子（金）梅村哲子/伊藤昌成
収録放送　
FM花巻オリジナル
- ご当地版ラジオ体操（平日 6:05 - 、土日 6:00 - ）
- FMOne-derful Pickup　”ワンピ ”（月 13:10 - ）
- 宮沢勝彦のやっぱりRADIO（月 10:00 - 、再放送 木 19:00、日 12:00 - ）
- ナナハッチナナ　（火 11:00 - 、再放送 土 10:00 - ）
- DJワン太一家の日常　（木 9:45 - 、再放送 日 10:00 - ）
- もりさぽラジオ（木 20:15 - ）
- 気軽に好奇心（水 11:00 - 、再放送 水 19:00 - ）
- すくーるON　AIR（金 20:00 - ）